# Feng Bo
Fen Bo eller Feng Po (även Fei Lien) var vindarnas gud i kinesisk mytologi.
I somliga framställningar gestaltas Fen Bo som en gammal man men i andra tar han skepnaden av en ung kvinna, då gärna med namnet Feng Po Po (Fru Vind). Alla dessa vindarnas gestalter sades förvara vindarna i en getskinnssäck.